# ولا لاولا
ولا لاولا (انگلیسی: Vella Lavella) یک جزیره در استان غربی از جزایر سلیمان است.